# Nikola Polić
Nikola Polić (26. studenog 1890., Pećine kraj Sušaka – 15. listopada 1960., Volosko), hrvatski pjesnik, esejist, feljtonist i glazbeni kritičar, mlađi brat poznatijeg književnika Janka Polića Kamova.

## Životopis
Rođen je u obitelji imućnog trgovca Ante Polića podrijetlom s Hvara, koji je ugled stekao baveći se trgovinom u Rijeci. Pohađao je gimnaziju i kasnije građevinsku školu, ali nije stekao nikakvo zvanje. Nije završio nikakve škole te cijeli život proveo je na relaciji Rijeka - Zagreb.  
Nakon očevog bankrota obitelj se 1902. seli u Zagreb, gdje se Nikola okreće književnom radu i novinarstvu. Prve pjesme objavljuje po zagrebačkim časopisima, a 1914. je sedam njegovih pjesama uvršteno u antologijsku zbirku Hrvatska mlada lirika. Bio je i glazbeno obrazovan, tako da mu se poezija prvenstveno odlikuje melodioznošću i čistoćom izraza. Pisao je glazbene kritike za Riječki novi list, Sušački novi list i Primorske novine, a u njegovim feljtonima o sušačkoj (Sušačka subota) i zagrebačkoj sredini (Zagrebačke šetnje) vidljiv je stilski utjecaj Antuna Gustava Matoša. Njegova najznačajnija pjesnička zbirka (Jučerašnji grad, 1936.) inspirirana je ponajviše doživljajima iz zagrebačkog okruženja pa tako u pjesmama najčešće obrađuje gornjogradske motive i oživljava stari Zagreb, a nerijetko se bavi i socijalnim temama (život gradske sirotinje i bijednika s gradske periferije). Bratu Janku posvetio je pjesmu Bijeg. Razasuti feljtoni, kritike i eseji objedinjeni su u knjižici Marginalia (1921.)
Pred kraj života radio je kao knjižničar u Gradskoj knjižnici. 
Nikolina poznata braća bili su Janko, Milutin u umjetnosti te u gospodarstvu Vladimir, direktor Austro-hrvatskoga parobrodarskog društva i Dušan, direktor kina na Sušaku. Jedan od rijetkih od četrnaestero braće i sestara koji su doživjeli prirodnu smrt.